# Abron (llengua)
L'abron (o bron, brong, doma, o gyaman) és una llengua o un dialecte major de les llengües àkans. És la llengua materna dels brongs, que viuen a Ghana i a Costa d'Ivori. Hi ha entre 1.183.000 (1988), 1.606.000.000 (joshuaproject) i 1.146.000 brongs. El seu codi ISO 639-3 és abr i el seu codi al glottolog és abro1238.

## Família lingüística i classificació
L'abron és una llengua o un dialecte major de les llengües àkans juntament amb l'àkan pròpiament dit i el wasa. Aquestes formen part del grup lingüístic de les llengües tanos centrals, que formen part de les llengües potou-tanos, que són llengües nyos i que elles mateixes són llengües kwa, que formen part de la gran família lingüística de les llengües nigerocongoleses. Segons el glottolog, aquestes tres llengües són llengües akàniques, que són llengúes tano centrals.

## Geolingüística i pobles veïns

### Abron a Ghana
A Ghana hi ha entre 927.000 (peoplegroups), 1.050.000 (ethnologue - 2003) i 1.406.000 (joshuaproject) abrons.
El territori abron està situat a la regió Brong-Ahafo. En el seu extrem oriental hi ha la ciutat d'Atebubu i a l'extrem occidental limita amb Costa d'Ivori. El seu extrem més meridional està situat a l'oest del poble de Mim i el seu extrem més septentrional està a pocs quilòmetres al sud de Kintampo. Sunyani i Techiman són les ciutats principals del seu territori.
Els brongs ghanesos limiten amb els nafaanres, els bondoukou kulangos, els ligbis i els degs al nord i amb els àkans al sud.

### Abron a Costa d'Ivori
A Costa d'Ivori hi ha entre 133.000 (ethnologue, 1993), 200.000 (joshuaproject) i 219.000 (peoplegroups) abrons.
El territori abron de Costa d'Ivori està situat a les subprefectures de Tanda i Bondoukou, a la regió de Gontougo, al nord-est del país. El seu punt més meridional està situat al sud-est de Koun-Fao i el seu punt més septentrional està al nord de Sapli-Ségpingo. Bondoukou i la frontera amb Ghana està a l'est del territori abron i el seu punt més occidental està situat a l'oest de Tanda.
El poble abron és el grup kwa que està situats més al nord-est del país. Aquest limita amb els boundokou kulangos al nord i nord-oest i amb els anyins, al sud i sud-oest.

## Sociolingüística, estatus i ús de la llengua
L'ebrié és una llengua desenvolupada (EGIDS 5) a Ghana: Està estandarditzada té literatura i gaudeix d'un ús vigorós per persones de totes les edats i generacions tant en la llar com en societat en tots els àmbits tot i que no és totalment sostenible. A Costa d'Ivori, és una llengua vigorosa (EGIDS 6a), és utilitzada per persones de totes les edats i generacions però no està estandarditzada.
Menys de l'1% dels brongs ghanesos aprenen l'abron com a primera llengua i entre el 25 i el 50% l'aprenen com a segona llengua. Des de 2004 s'han engegat programes educatius en llengua abron. L'abron s'escriu en alfabet llatí des del 1975. Els brongs ghanesos també parlen l'àkan i l'anglès, llengua oficial del país; alguns també parlen el bondoukou kulango i el jula.